# Nyctemera evergistaria
Nyctemera evergistaria là một loài bướm đêm thuộc phân họ Arctiinae, họ Erebidae.